# Karma (filme)
Karma (em tailandês: อาปัติ) é um filme de drama-terror tailandês de 2015 dirigido e escrito por Kanittha Kwanyu. Foi selecionado como representante de seu país ao Oscar de melhor filme estrangeiro em 2017.

## Elenco
- Pimpan Chalaikupp
- Sorapong Chatree
- Danai Jarujinda
- Ploy Sornarin - Fai